# Kliutxí (Balakhtà)
|  | Per a altres significats, vegeu «Kliutxí». |

Kliutxí (en rus: Ключи) és un poble del krai de Krasnoiarsk, a Rússia, que en el cens del 2010 tenia 252 habitants. Pertany al districte de Balakhtà.